# Jordi López
Pour les articles homonymes, voir Jordi López (cyclisme) et López.
Jordi Lopez est un joueur de football espagnol, né à Cardedeu (province de Barcelone, Catalogne) le 28 février 1981 devenu entraîneur.

## Carrière

### Vitesse Arnhem
Employé essentiellement comme remplaçant, López demande au mois de janvier 2011 une résiliation de son contrat, six mois avant son terme. Le 13 janvier, il est libéré par Swansea City. Le 15 janvier, il signe pour le club néerlandais de Vitesse Arnhem.

## Palmarès
Séville FC
- Coupe UEFA
  - Vainqueur (1) : 2006